# Imperator (svampsläkte)
Imperator är ett släkte soppar som tillhör familjen Boletaceae. Släktet beskrevs 2015 av Boris Assyov, Jean-Michel Bellanger, Paul Bertéa, Régis Courtecuisse, Gerhard Koller, Michael Loizides, Guilhermina Marques, José Antonio Muñoz, Nicolò Oppicelli, Davide Puddu, Franck Richard och Pierre-Arthur Moreau. Släknamnet Imperator är en romersk kejsartitel som, i detta fall, gavs "till ära för den imponerande och prestigfulla Boletus torosus och dess mindre, men lika anmärkningsvärda, släktingar". Det skapades för tre arter som tidigare tillhörde släktet Boletus men som molekylärfylogenetiska metoder visat att de bör brytas ut ur detta släkte. Alla tre arterna är europeiska och finns i lövskogar på kalkrik mark. Foten är gul till rödorange och nätådrig och blir kraftigt purpurröd vid basen. Köttet är gult och blånar kraftigt vid beröring eller snitt. Boletus xanthocyaneus är ytterlgare en kandidat för inkludering, men vidare studier är nödvändiga.

## Arter
- Imperator luteocupreus
- Purpursopp Imperator rhodopurpureus
- Imperator torosus

### Typiska former
Variationen inom arterna är stor. Exempelvis finns gula former av I. rhodopurpureus och det är inte så enkelt som återges nedan.

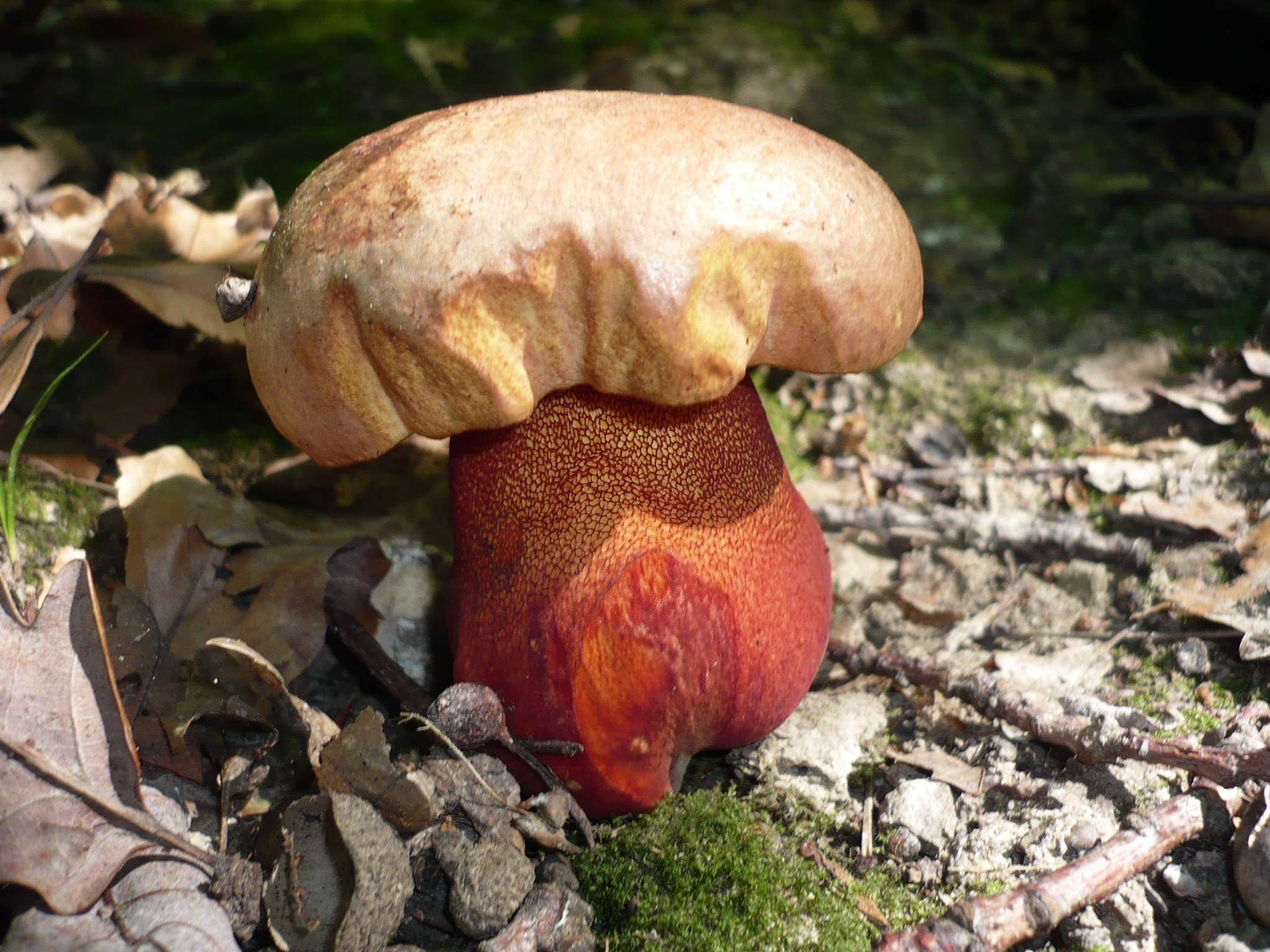
I. luteocupreus Röda porer och orange hatt.
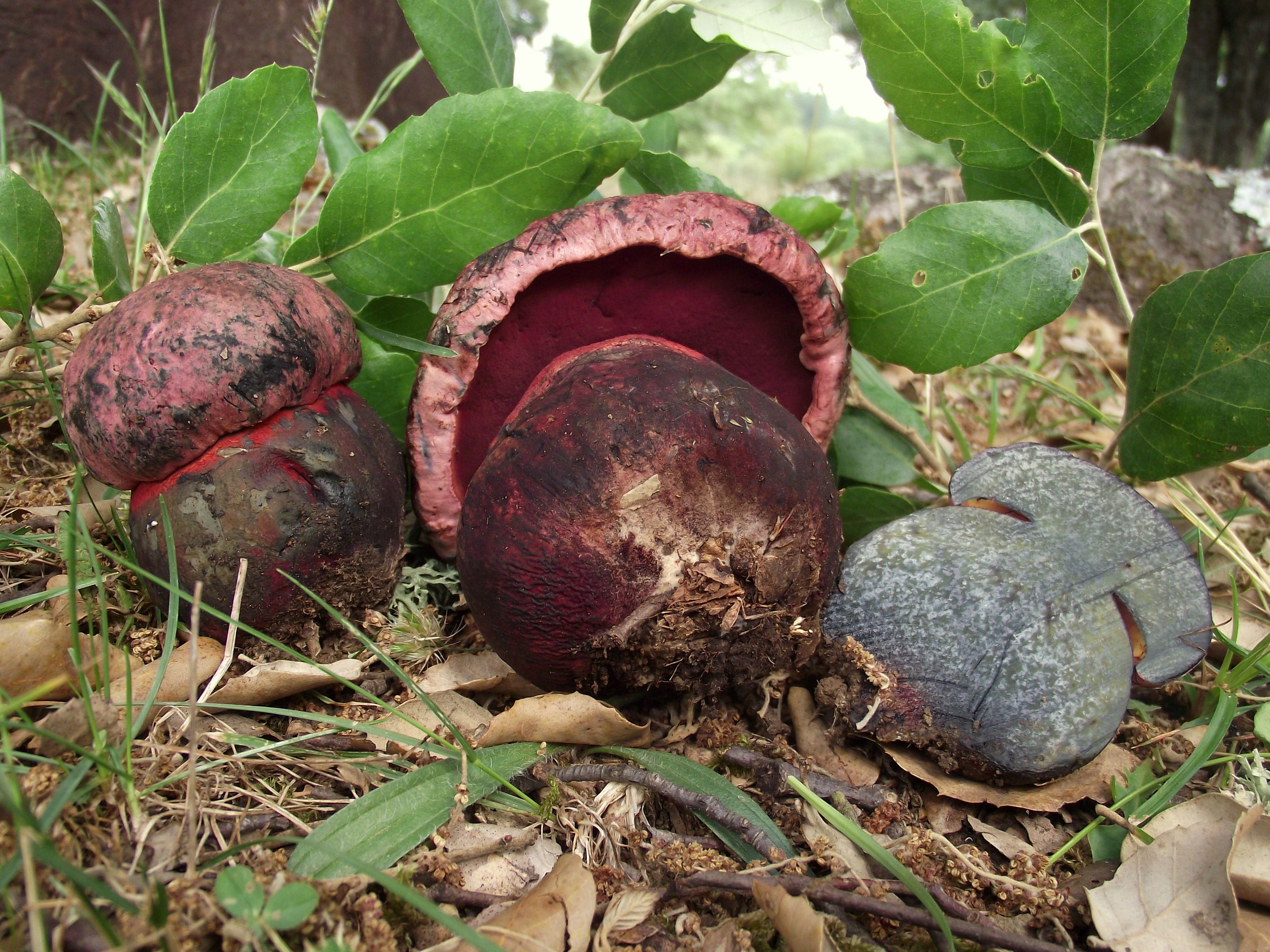
I. rhodopurpureus Röda porer och skär hatt.
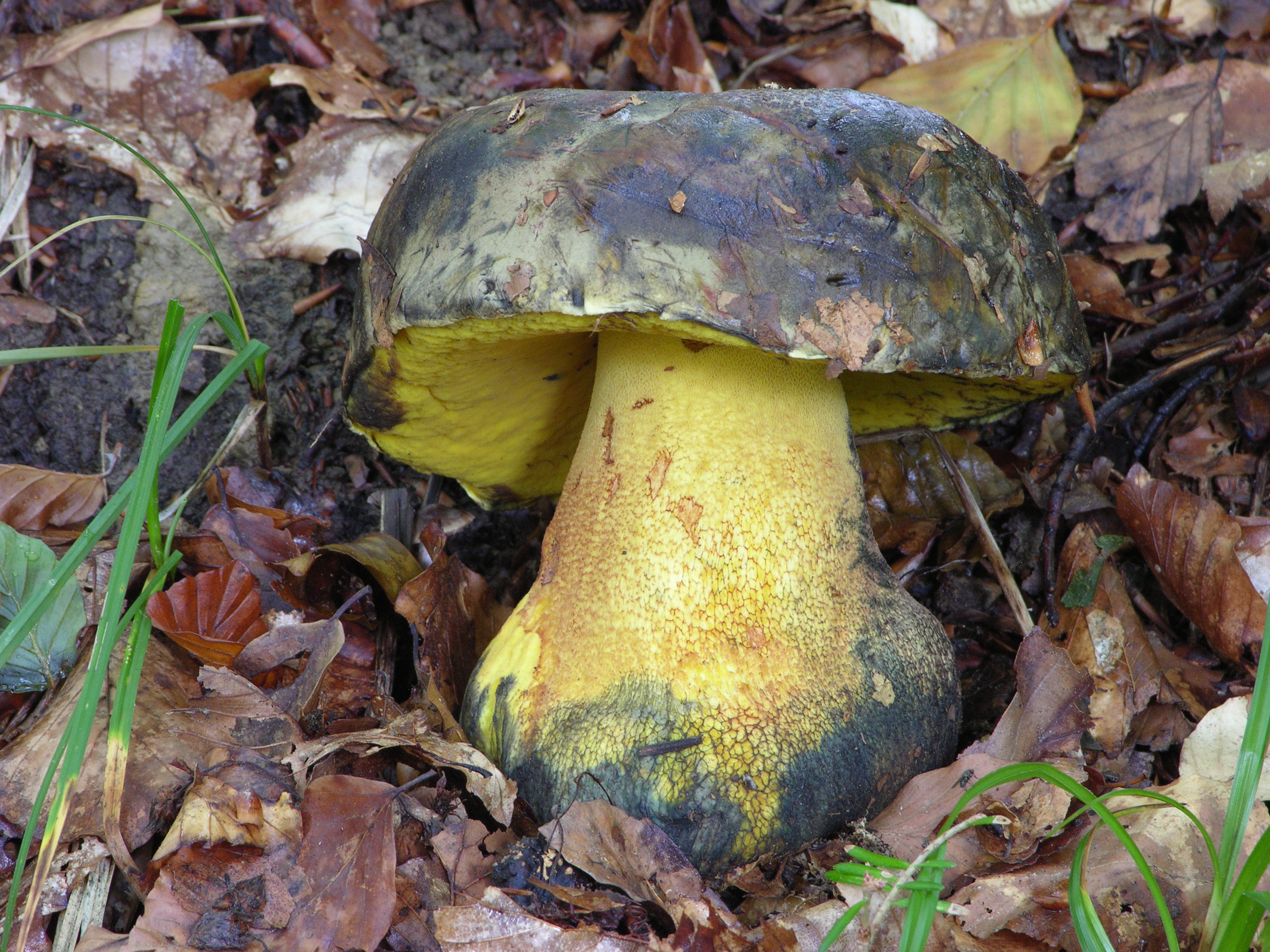
I. torosus Gula porer.